# RMJM
RMJM (Robert Matthew Johnson Marshall) – międzynarodowa firma architektoniczna.

## Historia
Została założona w Edynburgu w 1956przez szkockich architektów Roberta Matthew oraz Stirrata Johnsona-Marshalla.
We wczesnych latach funkcjonowania biuro architektoniczne RMJM, pod kierownictwem dwojga założycieli Roberta Matthew, oraz Johnsona-Marshalla, tworzyło projekty głównie w stylu modernizmu funkcjonalnego, którego byli silnymi zwolennikami w Wielkiej Brytanii.
Obecnie firma wykonuje projekty w wielu sektorach gospodarki, dla przedsiębiorstw państwowych i publicznych w zakresie: edukacji, sportu, nauki i transportu. W 2005 wraz z architektem Enricem Mirallesem przyznano jej brytyjską nagrodę Stirling Prize za projekt budynku Szkockiego Parlamentu.  

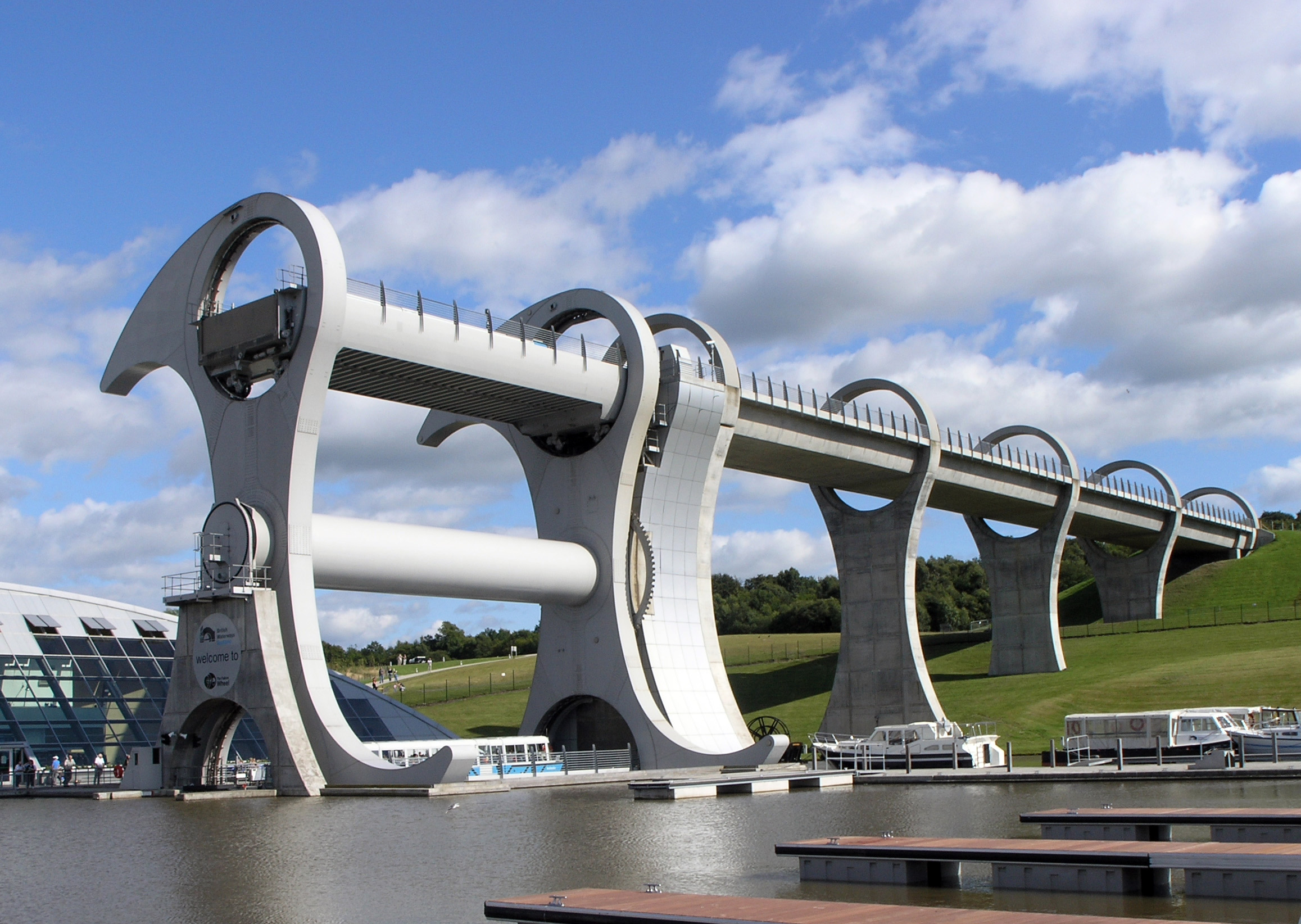
RMJM: Falkirk Wheel

## Wybrane projekty
- Łachta Centr, Petersburg
- Port lotniczy Kolkata, Indie
- Marina Heights Tower, Dubaj
- Capital Gate, Abu Zabi
- Evolution Tower w Moskwie
- Falkirk Wheel, Wielka Brytania
- Kampus na University of Stirling
- Varyap Meridian Grand Tower 1, Istanbul
- Dwa 5 gwiazdkowe hotele Hyatt we Władywostoku
- Beijing Olympic Green Convention Center, Beijing, China
- Budynek Szkockiego Parlamentu, Edynburg, Szkocja
- Sprint World Headquarters Campus, Overland Park, Kansas
- Virginia State Capitol restoration, Virginia
- Budynek laboratoryjny na Princeton University
- Commonwealth Institute, London
- Budynek laboratorium komputerowego na University of Cambridge
- Budynek nauk chemicznych na Uniwersytecie Oksfordzkim